# Ksenon
Ksenon (Xe, łac. xenon) – pierwiastek chemiczny z grupy gazów szlachetnych w układzie okresowym.
Nazwa pochodzi z gr. ksénos „dziwny”, „obcy”. Został odkryty w 1898 r. przez W. Ramsaya i Morrisa Traversa jako pozostałość po frakcjonowanej destylacji skroplonego kryptonu.

## Charakterystyka

### Ksenon pierwiastkowy
Ksenon w warunkach normalnych jest gazem bezbarwnym i bezwonnym. W stanie wolnym występuje w postaci pojedynczych atomów. Zawartość ksenonu w powietrzu wynosi 0,085 ppm.

### Właściwości jądrowe
W 2019 r. stwierdzono doświadczalnie, że izotop 124
Xe ulega przemianie jądrowej typu podwójny wychwyt elektronu. Czas połowicznego rozpadu dla tego procesu wynosi 1,8·1022 lat, co jest najdłuższym zaobserwowanym czasem rozpadu.

### Związki ksenonu
Zaliczany jest do pierwiastków chemicznie biernych, ale w specjalnych warunkach tworzy związki z chlorem, fluorem i tlenem, np. XeCl
2, XeCl
4, XeF
2, XeF
4, XeF
6, XeO
3 lub XeO
4, a także związek jonowy XePtF
6 i podobne związki kompleksowe z różnymi metalami w charakterze atomów centralnych. Występuje w nich głównie na parzystych dodatnich stopniach utlenienia. Są one silnymi utleniaczami.

## Zastosowanie

### Silniki jonowe
Ze względu na dosyć dużą masę atomową, małą energię jonizacji oraz duży przekrój czynny wykorzystywany jest w silniku jonowym.

### Optyka i oświetlenie
Stosowany jest również do wypełniania lamp błyskowych, żarówek dużej mocy i jarzeniówek. Zastosowanie w żarówkach wynika z jego bierności chemicznej oraz małej przewodności cieplnej, spowodowanej dużą masą atomową oraz tym, iż ksenon występuje w postaci atomowej. Duża masa atomowa powoduje małą prędkość średnią atomów w danej temperaturze, zaś występowanie w postaci cząsteczek jednoatomowych powoduje brak innych niż translacyjne stopni swobody, które wnoszą wkład do ciepła właściwego gazu.

### Medycyna
Może znaleźć także zastosowanie w medycynie, ponieważ podawany drogą wziewną chroni komórki nerwowe w mózgu i rdzeniu kręgowym przed obumieraniem (np. po urazie czy udarze mózgu).

### Energetyka jądrowa
Izotop 135Xe jest jednym z produktów rozszczepienia jąder paliwa uranowego. Jednocześnie jest silnym pochłaniaczem neutronów, co oznacza, że wpływa hamująco na przebieg reakcji łańcuchowej. Nagromadzenie 135Xe w paliwie reaktora, zwane zatruciem ksenonowym, powoduje krótkotrwały, ale znaczny spadek reaktywności reaktora. Jeśli nie jest poprawnie zidentyfikowane, może prowadzić do błędnych i niebezpiecznych decyzji operatorów reaktora. Nierozpoznane zatrucie ksenonowe było jedną z przyczyn katastrofy w Czarnobylu.